# 比格克里克 (密西西比州)
比格克里克（英語：Big Creek）是位於美國密西西比州卡爾霍恩縣的村。

## 人口
根據2020年美國人口普查的數據，比格克里克的面積為2.94平方千米，皆為陸地。當地共有人口133人，而人口密度為每平方千米45人。